# دیفنباخیا
دیفن‌ باخیا (نام علمی: Dieffenbachia) نام یک سرده از خانوادهٔ گل‌شیپوریان (آراسه) است. این گیاه بومی آمریکای استوایی است. ساقه‌های سادهٔ آن سرتاسر پوشیده از برگ‌های غلافیِ رنگارنگ و خالدار است.

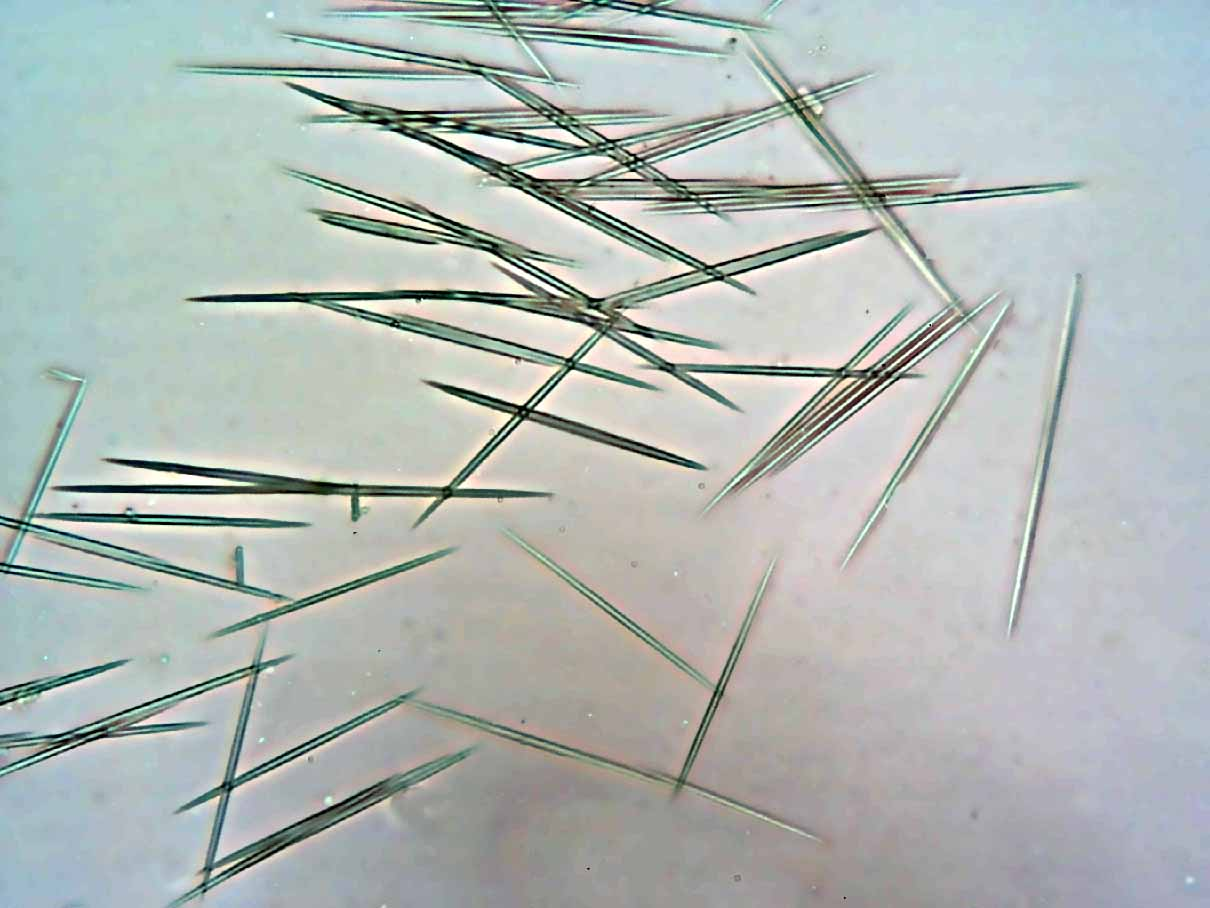
کریستال‌های رافید

یاخته‌های این گیاه حاوی بلورهای کلسیم اگزالات معروف به رافید (کریستال‌های دوسر سوزنی) بوده و چنانچه برگ‌هایش خورده شوند باعث مسمومیت و ورم و دیسفاژی و گاه مرگ می‌گردند. سم رافید با جوشاندن نیز از بین نمی‌رود.
گیاهی است برگ زینتی که زادگاهش برزیل است. ساقه‌ها نرم و آبکی و نقش و رنگ برگها سبز رنگ بوده و آراسته به لکه‌های سفید کرمی و زرد کمرنگ است که از دو طرف برگ دیده می‌شوند. ساقه‌ها غالباً بدون انشعاب و برگهای انتهایی همیشه در حال رشد و فعالیت می‌باشند و برگهای پایینی به تدریج می ریزند و ساقه حالت سخت به خود می‌گیرد. نسبت به عدم تهویه هوای اتاق و آبیاری بیش از اندازه حساس است.

## نیازهای دیفن‌ باخیا
- نور: نور غیر مستقیم بهترین نور برای این گیاه است. نژادهای برگ تیره، نسبت به سایه مقاومتر هستند. در صورتی که تاریک باشد گیاه رشد علفی می‌کند و بیش از اندازه دراز می‌شود.

- دما: درجه حرارت ۱۸–۱۳ درجه سانتیگراد را ترجیح می‌دهد. برای مدت کمی در ۱۰ درجه سانتیگراد نیز مقاومت می‌کند؛ ولی ممکن است برگهای پایین ریزش کنند. در صورتی که درجه حرارت بالاتر از ۲۴ درجه سانتیگراد باشد غبار پاشی و آبیاری زیادی توصیه می‌شود.

- آبیاری: آبیاری با آب سبک بدون املاح توصیه می‌گردد. در تابستان هفته‌ای ۳–۲ بار و در زمستان 1 بار در هفته کافی است. اگر درجه حرارت پایین، ۱۶ درجه سانتیگراد باشد اجازه دهید سطح خاک بین دو آبیاری خشک شود.

* نکته:قرار دادن چند قرص ضدبارداری در خاک گلدان یا حل کردن آن در آب و آبیاری گیاه باعث افزایش رویش پا جوش‌ها می‌شود که تکثیر آن‌ها خیلی راحت است.
- رطوبت: در تابستان غبار پاشی روزانه پیشنهاد می‌گردد. بخصوص اگر درجه حرارت بالای ۲۴ درجه سانتیگراد باشد.

- تغذیه: هر ماه یکبار کود دهی لازم است.

- خاک مناسب: خاک برگ و مخلوطی از لوم و کمپوست (بقایای مواد گیاهی و مواد صنعتی) برای این گیاه مناسب می‌باشد.

- تعویض گلدان: هر سال در فصل بهار، گلدان را با ۲ اندازه بزرگتر تعویض نمایید.

- تمییز نمودن برگها: با اسفنج مرطوب برگها را هر ماه تمیز نمایید.

- تکثیر: ریشه دار نمودن قلمه‌های ۵ سانتی‌متری و دارای حداقل یک جوانه. این قلمه‌ها را به مدت یک تا دو روز خشک کرده و به‌طور افقی در شن قرار دهید ریشه و شاخ و برگ از محل گره‌ها شروع به رشد می‌نمایند.

## عوارض و درمان دیفن باخیا

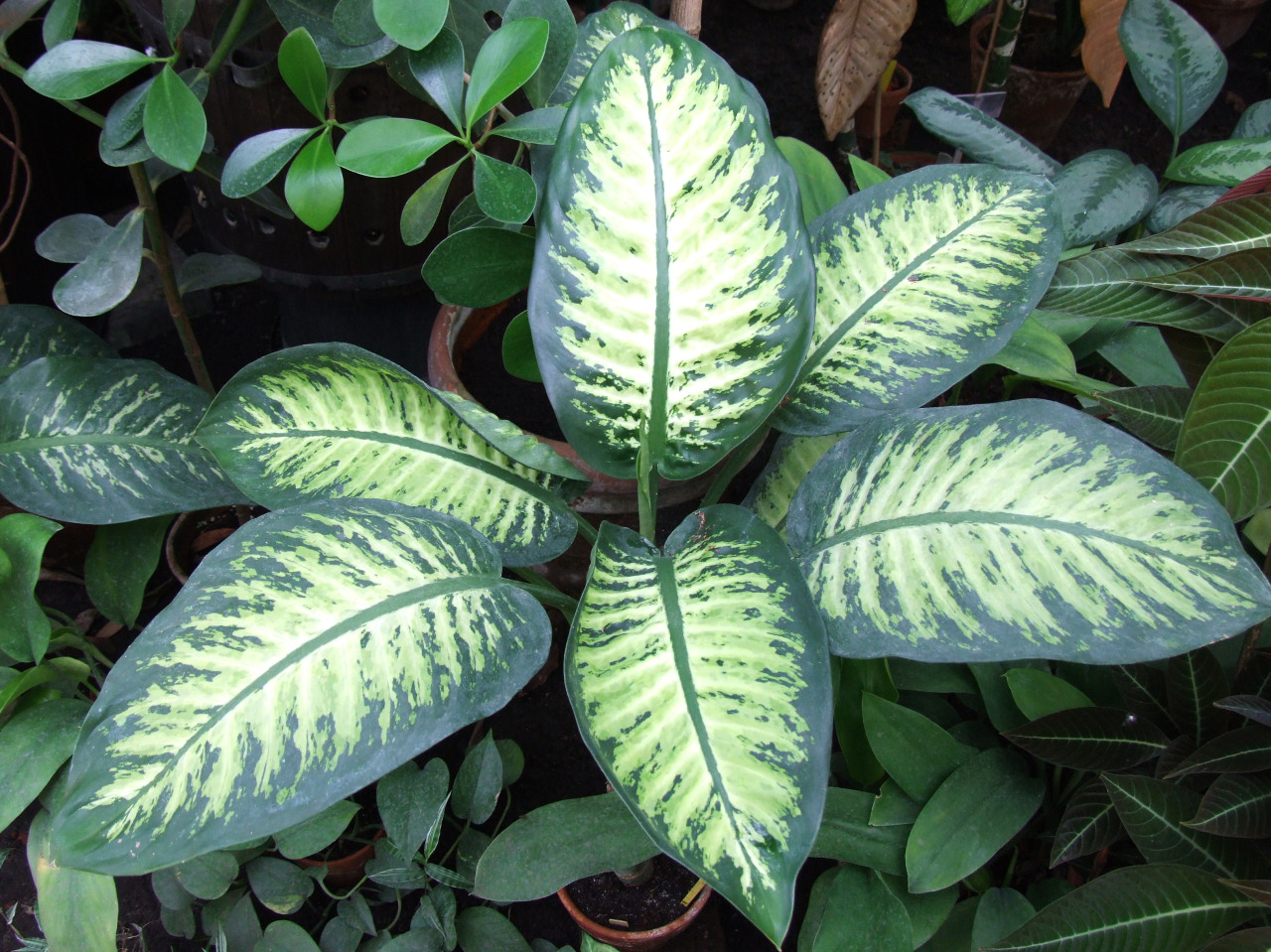

اگر برگها زرد و تار عنکبوت زیر آن‌ها مشاهده می‌گردد، عامل کنه ریز قرمز است؛ هر دو هفته یکبار با سم کنه کش گیاه را سمپاشی نمایید تا علائم برطرف گردند.
اگر برگها خشک شده و سقوط می‌نمایند،هوا خیلی گرم و خشک است؛ رطوبت خاک را بازدید و در صورت لزوم آبیاری نمایید همچنین غبار پاشی را فراموش نکنید و گیاه را به محل خنک‌تری منتقل نمایید.
اگر لکه‌های سوخته روی برگها مشاهده می کنید احتمالا گیاه را در آفتاب غبارپاشی نموده‌اید؛ اگر چه گیاه به غبار پاشی نیاز دارد، ولی بهترین موقع آن صبح و عصر در سایه‌است.
گاهی بعضی از برگها و ساقه‌ها می‌پوسند که عامل آن قارچ است. غبارپاشی را کمتر کنید. گیاه را در درجه حرارت ۱۶ درجه سانتیگراد نگه دارید و با سم قارچ کش سمپاشی کنید.
اگرزخمهای سفید پنبه‌ای شکل روی برگها و قاعده آن‌ها مشاهده می‌کنید،حشره آفت عامل آن است؛ گیاه را هر دو هفته یکبار با سم حشره کش نفوذی سمپاشی نمایید.
اگر برگها رنگ پریده و به سفیدی گرایش نموده‌اند، یا نور زیاد است یا احتیاج به کود دهی دارد.
اگر برگهای پایین زرد و لکه‌های قهوه‌ای در حاشیه آن‌ها مشاهده می‌گردد، آبیاری بیش از اندازه‌ است. اجازه دهید سطح خاک گلدان در فاصله بین دو آبیاری خشک شود سپس با میزان کمتری آبیاری را انجام دهید.
گاهی برگهای پایین به طرف داخل می‌پیچند و خشک می‌شوند که این پدیده کاملاً طبیعی است و با بالا رفتن سن گیاه برگهای پایین می‌ریزند. بهتر است گیاه را به محل خنک‌تری منتقل نمایید.
اگر برگها رنگ پریده و سقوط می‌کنند هوا خیلی سرد است، گیاه را به محل گرمتری منتقل نمایید.

### خویشاوندی
- تاکسونمی : گیاه دیفن باخیا برحسب خویشاوندی با سایر گیاهان رده‌بندی می‌شود و جایگاه این گیاه از نظر رده‌بندی در سطح گونه مشخص می‌شود.

- مورفولوژی : تنوع ریختی گیاه دیفن باخیا مطالعه می‌شود. به عبارتی مطالعه تنوع ریختی این گیاه باعث می‌شود تا بدانیم که با شرایط متفاوت در زیستگاهای مختلف سازگاری این گیاه چگونه صورت می‌گیرد.

- آناتومی: ساختمان داخلی گیاه دیفن باخیا مطالعه می‌شود.

- مورفوژنز: از ابتدای تشکیل سلول تخم گیاه دیفن باخیا تا به‌وجود آمدن شکل این گیاه مطالعه می‌شود.

- فیزیولوژی: نحوه کار و فعالیت گیاه یاس از سطح اندامکهای درون سلول تا بافتها – اندامها و خود گیاه دیفن باخیا مطالعه می‌شود.

- میتولوژی: به مطالعه دربارهٔ رشد – تولید مثل و رفتار سلول گیاه دیفن باخیا می‌پردازد.

- اکولوژی: به مطالعه چگونگی سازش گیاه دیفن باخیابا محیط و ارتباط آن‌ها با یکدیگر می‌پردازد.

- ژنتیک: چگونگی انتقال صفات وراثتی و عوامل انتقال دهنده و ساختار شیمیایی این عوامل را در گیاه دیفن باخیابررسی می‌کند.

## هشدار
این گیاه مانند برگ انجیری بسیار سمی است و باید از دسترس کودکان نوپا که احتمال می‌دهید برگ‌های آن را به دهان بگذارند، دور نگه داشته شود. قطره‌های شبنم مانند روی برگهای این گیاه نیز چون خود گیاه سمّی هستند. این گیاه در صورت بلعیده شدن، به دهان، زبان و حلق آسیب می‌رساند و شخص یا دچار تنگی نفس ویا ناتوانی تکلم می‌شود. سم موجود در این گیاه کلسیم اگزالات نام دارد.
جویدن این گیاه باعث اریتما می‌شود و درمان رایج مصرف این گیاه با آنتی هیستامین‌ها یا ضد دردها یا به ندرت با شستشوی معده، انجام می‌شود. ۷۰ درصد مسمومین با رافید، کودکان زیر ۵ سال هستند.